# Calliopsis teucrii
Calliopsis teucrii är en biart som beskrevs av Cockerell 1899. Calliopsis teucrii ingår i släktet Calliopsis och familjen grävbin. Inga underarter finns listade.